# ایوژنیا اسپیتکوفسکا
ایوژنیا اسپیتکوفسکا (انگلیسی: Ievgeniia Spitkovska؛ زادهٔ ۱۰ مهٔ ۱۹۸۸) بازیکن بسکتبال اهل اوکراین است.